# Ansonia muelleri
Ansonia muelleri is een kikker uit de familie padden (Bufonidae). De soort werd voor het eerst wetenschappelijk beschreven door George Albert Boulenger in 1887. Oorspronkelijk werd de wetenschappelijke naam Bufo muelleri gebruikt. De soortaanduiding muelleri is een eerbetoon aan de Zwitserse zoöloog Fritz Müller (1834 - 1895).
De soort komt voor in Azië en leeft endemisch op het Filipijnse eiland Mindanao. Ansonia muelleri is een pad van gemiddelde grootte. Deze pad leeft op de grond in de bossen op een hoogte van 1000 tot meer dan 2000 meter van het Filipijnse eiland Mindanao. Zijn dieet bestaat uit ongewervelden.
Deze soort bereikt een lichaamslengte van 3,0 tot 4,7 centimeter.